# SIX Swiss Exchange

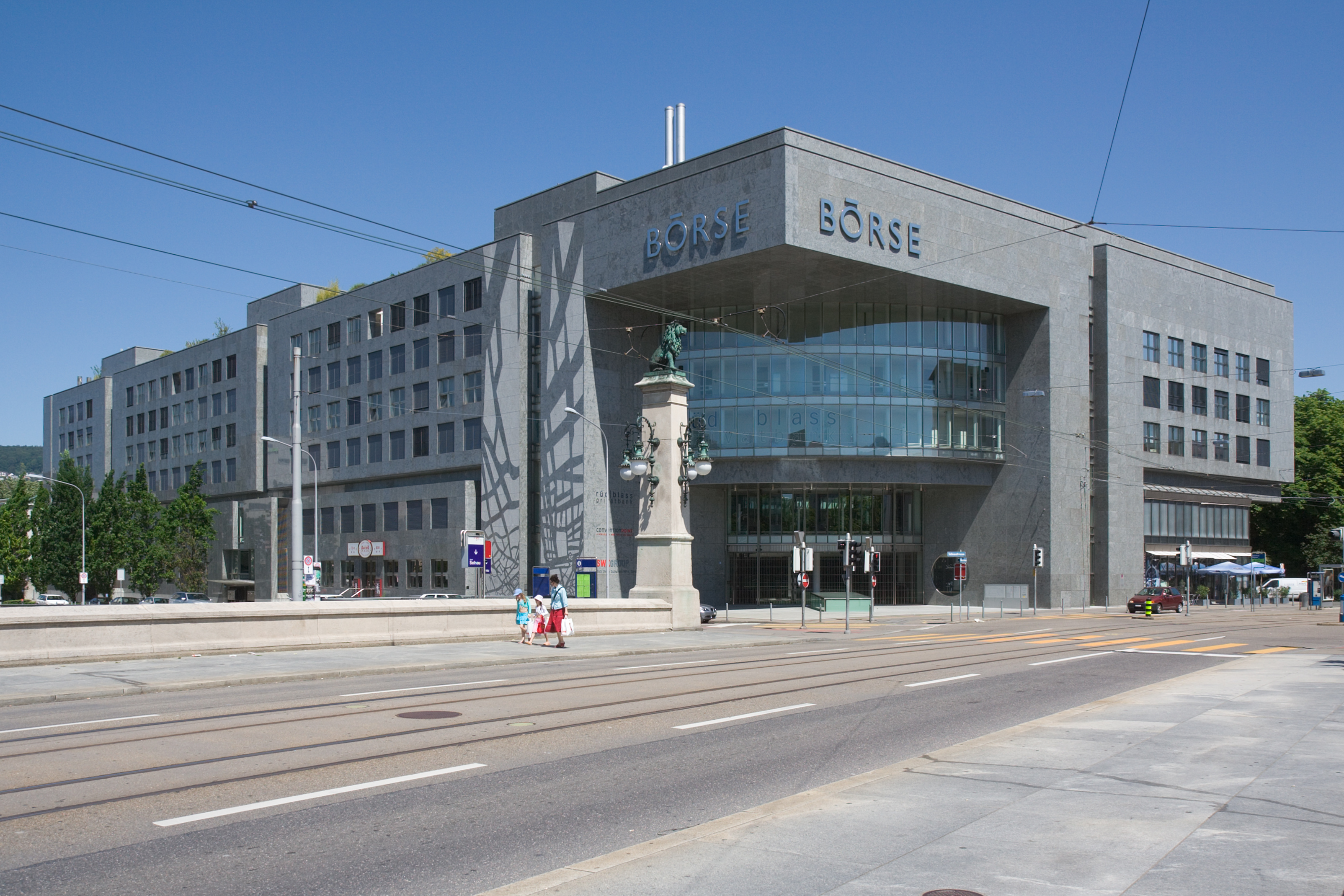
Siedziba Szwajcarskiej Giełdy Papierów wartościowych (Zurych)

SIX Swiss Exchange (dawniej SWX Swiss Exchange) – giełda papierów wartościowych w Szwajcarii, mająca swoją siedzibę w Zurychu.
Głównym indeksem Szwajcarskiej Giełdy Papierów Wartościowych jest Swiss Market Index - SMI, zawiera on 30 największych spółek pod względem kapitalizacji.